# Mitanni
Mitanni (anche Mittanni o Mittani; Naharina nei testi egizi e Hanigalbat nei testi assiri) fu un regno situato nel nord della Mesopotamia, che si estese, al culmine della sua ampiezza, dai monti Zagros al lago di Van e ai confini con l'Assiria. Era abitato principalmente da Hurriti.
Raggiunse il massimo splendore nella seconda metà del II millennio a.C., tra il 1450 a.C. e il 1350 a.C., durante la fase terminale del Tardo Bronzo. La sua capitale fu Waššukanni, identificata oggi con Tell Fekheriye. La sconfitta da parte dell'esercito ittita, guidato dal re Šuppiluliuma I e da suo figlio Piyassili, reggente di Karkemish, segnò la fine della potenza di Mitanni, anche se il principato visse ancora per un certo tempo.

## Nome
Il regno di Mitanni fu chiamato Maryannu, Nahrina o Mitanni dagli Egizi, Hurri dagli Ittiti e Hanigalbat dagli Assiri. Diversi nomi che sembrano però riferirsi allo stesso regno e furono usati in modo intercambiabile.
Gli annali ittiti menzionano un popolo chiamato Hurri (Ḫu-ur-ri), situato nella Siria nord-orientale. Un frammento ittita, probabilmente dell'epoca di Muršili I, menziona un Re degli Hurri. La versione assiro-accadica del testo traduce Hurri con Hanigalbat. Tushratta, che si descrive come Re di Mitanni nelle Lettere di Amarna, riferendosi al proprio regno lo chiama Hanigalbat.
Le fonti egizie chiamano Mitanni Nhrn, di solito è pronunciato come Naharin(a), dalla parola assiro-accadica per 'fiume'.

## Storia
Si ritiene che le tribù guerriere degli Hurriti e le loro città-Stato siano state unificate sotto un'unica dinastia dopo il crollo di Babilonia dovuto al saccheggio degli Ittiti di Mursilis I nel 1595 a.C. e alla successiva invasione dei Cassiti nella Mesopotamia Inferiore. La conquista ittita di Aleppo (Yamkhad), la crisi del Regno medio-assiro e le lotte interne nel regno ittita crearono un vuoto di potere nella Mesopotamia superiore che permise la formazione del regno di Mitanni.
Il re Barattarna espanse il regno a ovest fino ad Aleppo e rese suo vassallo Idrimi di Alalakh. Lo Stato di Kizzuwatna, a ovest, divenne anch'esso alleato di Mitanni, mentre Arrapha e l'Assiria, ad est, divennero Stati vassalli di Mitanni intorno alla metà del XV secolo a.C. Da questo momento in poi il re di Mitanni, nelle corrispondenze diplomatiche, definirà se stesso come "gran Re" e così saranno definiti il re di Babilonia e il faraone d'Egitto. Questo scenario di tre superpotenze (Egitto, Babilonia e Mitanni, poi sostituiti dagli Ittiti) sarà per secoli importante per l'equilibrio politico del Vicino Oriente antico; nelle corrispondenze diplomatiche i tre Gran Re si chiamavano fratelli fra loro e a ogni successione dinastica il nuovo re di Mitanni doveva ottenere l'approvazione degli altri due Gran Re prima di poter considerare sicuro il suo insediamento. Il principato si rafforzò durante il regno di Shaushtatar anche se la pressione ittita sugli altopiani dell'Anatolia iniziò a farsi preoccupante.

Il regno di Kizzuwatna ad ovest e Isuwa al nord, importanti alleati degli Ittiti, esercitarono una pressione sempre più forte sul regno di Mitanni.
Dopo diversi scontri con i sovrani egizi della XVIII dinastia, in particolare Thutmose III, per il controllo della Siria, il regno di Mitanni cercò la pace con l'Egitto e fu stretta con esso un'alleanza. Durante il regno di Shuttarna II, agli inizi del XIV secolo a.C., le relazioni furono amichevoli, e il re mandò sua figlia Kilu-Hepa in Egitto per darla in sposa a Amenhotep III. Il regno mitannico era allora all'apice della sua potenza.
Alla morte di Shuttarna II, lo Stato fu dilaniato dalle lotte tra i vari pretendenti al trono. Alla fine prevalse Tushratta, figlio di Shuttarna, ma il regno di Mitanni si era molto indebolito e di questo approfittarono gli Ittiti che aumentarono la loro pressione sui confini. Anche le relazioni diplomatiche con l'Egitto si erano nel frattempo raffreddate, nonostante Tushratta, come il padre, avesse inviato una sua figlia come sposa ad Amenhotep III. Anche gli Assiri approfittarono di questo periodo di crisi dinastica ed istituzionale per liberarsi del giogo di Mitanni. Il re ittita Šuppiluliuma I invase gli Stati vassalli di Mitanni nel nord della Siria e rimpiazzò i loro governanti con altri a lui fedeli.
Nella capitale di Mitanni scoppiò una nuova lotta per il potere. Ittiti e Assiri sostennero diversi pretendenti al trono. Infine, un esercito ittita conquistò la città e mise sul trono Shattiwaza, figlio di Tushratta, come vassallo.
Alla fine del XIV secolo a.C., il regno si era ormai ridotto alla sola valle del fiume Khabur. Gli Assiri, che non avevano abbandonato le loro pretese sul regno di Mitanni, nel XIII secolo a.C. lo invasero e lo incorporarono nel loro regno con il nome di Hanigalbat, come divenne noto in seguito.
Alcuni secoli dopo la caduta di Washukanni e l'asservimento all'Assiria, la regione risulta essere quasi del tutto integrata e la lingua hurrita scompare dall'uso nell'Impero assiro. Un dialetto strettamente legato all'hurritico sopravvive però nel nuovo Stato di Urartu, costituitosi nelle zone montagnose del nord della Mesopotamia. Nelle iscrizioni di Adad-Nirari II, Assurbanipal II e Salmanassar III, Hanilgalbat è ancora usato come termine geografico.
L'incertezza dunque avvolge tutta la storia del regno di Mitanni e anche la lista di sovrani che segue, compilata seguendo la cronologia media.

## Sovrani di Mitanni
| Sovrano di Mitanni     | Durata di regno                    | Commento |
| ---------------------- | ---------------------------------- | --- |
| Kirta                  | 1500 a.C. circa (cronologia bassa) | Leggendario fondatore del regno di Mitanni |
| Shuttarna I            | 1530 a.C.-1510 a.C.                | Figlio di Kirta, primo re attestato, benché poco conosciuto |
| Barattarna             | 1510 a.C.-1480 a.C.                | Altro figlio di Kirta, conquistò Aleppo |
| Shaushtatar I          | 1480 a.C.-1460 a.C.                | Contemporaneo di Idrimi di Alalakh, saccheggiò Assur |
| Parsatatar             | 1460 a.C.-1440 a.C.                | Combatté la battaglia di Megiddo (1457 a.C.) con gli alleati siriani e cananei guidati dal re di Qadesh, contro Thutmosi III |
| Shaushatar II          | 1440 a.C.-1415 a.C.                | Raggiunse l'apogeo politico con la conquista di Assur e il controllo di Ugarit |
| Barattarna II          | 1415 a.C.-1400 a.C.                | Scontri con il regno d'Egitto |
| Artatama I             | 1400 a.C.-1375 a.C.                | Contemporaneo del Faraone d'Egitto Amenhotep II (Amenofi II), stipulò un trattato egizio-mitannico in cui si stabilivano le rispettive sfere d'influenza                                                                           |
| Shuttarna II           | 1375 a.C.-1357 a.C.                | Inviò sua figlia in sposa ad Amenofi III e il simulacro di Ishtar a Ninive |
| Artashumara            | 1357 a.C.-1354 a.C.                | Figlio di Shuttarna II, assassinato. |
| Tushratta              | 1354 a.C.-1340 a.C.                | Contemporaneo di Šuppiluliuma I, re degli Ittiti e dei Faraoni Amenhotep III e Amenhotep IV d'Egitto, viene citato nelle Lettere di Amarna; dopo la conquista da parte di Šuppiluliuma I venne assassinato dal figlio Artatama II. |
| Artatama II            | 1350 a.C.-1335 a.C.                | Usurpatore sostenuto prima da Šuppiluliuma I, poi dagli Assiri, stipulò un trattato con Suppiluliuma I in persona. |
| Shuttarna III          |                                    | Contemporaneo di Suppiluliuma I. |
| Shattiwaza / Kurtiwaza | 1340 a.C.-1310 a.C.                | Mitanni divenne vassallo dell'impero ittita dopo avere respinto gli assiri grazie al loro aiuto. |
| Shattuara I            |                                    | Dopo che questo sovrano fu fatto prigioniero da Adad-Nirari I, il regno di Mitanni divenne vassallo dell'Assiria. Sembra che in precedenza Shattuara avesse cercato di opporsi a Salmanassar I, predecessore di Adad-nirari.       |
| Wasashatta             |                                    | Figlio di Shattuara, tentò una rivolta contro Adad-Nirari I d'Assiria, e cercò inutilmente aiuto dagli Ittiti. La rivolta venne schiacciata da Adad-Nirari, che devastò Hanigalbat e conquistò anche la nuova capitale Taidi       |
| Shattuara II           |                                    | Ultimo re di Mitanni prima della conquista assira sotto Salmanassar I |

È bene ricordare che tutte le date vanno prese con cautela, in quanto sono state semplicemente confrontate con la cronologia delle altre nazioni del Vicino Oriente antico.

## Il problema delle origini di Mitanni

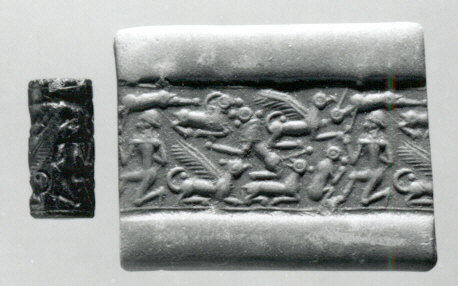
Sigillo cilindrico di epoca mitannica (XV-XIV secolo a.C.)

È stato ipotizzato che l'aristocrazia di Mitanni, che portava nomi indo-arii, fosse migrata dall'Iran e si fosse imposta sulle popolazioni indigene hurritiche del Medio Eufrate che non risultano essere indoeuropee, benché i dati siano scarsi.
Alcuni studiosi hanno provato a equiparare le divinità venerate dagli Hurriti con divinità vediche, e hanno identificato i nomi usati dall'aristocrazia come eponimi indoeuropei. In un trattato tra il sovrano ittita Šuppiluliuma I e il re di Mitanni Shattiwaza, vengono invocate le divinità vediche Mitra, Varuṇa, Indra, Nasatya e gli Asvin.
Eusebio di Cesarea, agli inizi del IV secolo, riferisce citazioni di Eupolemo, uno storico ebreo del II secolo a.C., le cui opere sono perdute, che affermavano che ... al tempo di Abramo gli Armeni invasero la Siria; ciò potrebbe corrispondere a una migrazione degli Hurriti, o della loro aristocrazia, poiché Abramo viene collocato convenzionalmente intorno al 1700 a.C..
Interpretazioni sanscrite dei nomi dei sovrani di Mitanni rendono Shuttarna come Sutarna ("buon sole"), Baratarna come Paratarna ("grande sole"), Parsatatar come Parashukshatra ("governatore con l'ascia"), Saustatar come Saukshatra ("figlio di Sukshatra, il buon governatore"), Artatama come "giustissimo", Tushratta come Dasharatha ("possessore di dieci carri"?), e, infine, Mattivaza come Mativaja ("la cui ricchezza è la preghiera"). Alcuni studiosi ritengono che non solo i re avessero nomi indo-ariani; un gran numero di altri nomi somiglianti al sanscrito sono stati scoperti in documenti di quest'area. Un trattato sull'allevamento dei cavalli scritto da Kikkuli l'hurrita in lingua ittita contiene termini correlabili al sanscrito come aika (eka, uno), tera (tri, tre), panza (pancha, cinque), satta (sapta, sette), na (nava, nove), vartana (vartana, rotondo, zero). Un altro testo ha babru (babhru, bruno), parita (palita, grigio), e pinkara (pingala, rosso).
La festività principale del Mitanni era la celebrazione del solstizio (vishuva), comune a molte culture del mondo antico. I guerrieri erano chiamati marya, termine usato per i guerrieri anche in sanscrito.
Una teoria alternativa alla precedente ha tentato di connettere il nome M(a)itanni con idiomi che appartengono a gruppi linguistici affini.
Studiosi curdi ritengono che uno dei loro clan, quello dei Mattini che vivono nella regione geografica detta un tempo Hanilgalbat, conservi il nome di Mitanni.
Gli archeologi hanno riscontrato un notevole parallelismo con la diffusione in Siria di un particolare tipo di vasellame associato con quella che viene chiamata cultura Kura-Araxes, ma le date comunemente assegnate per questa cultura sono parecchio più antiche del presunto arrivo di Mitanni.
Sempre in base ad affinità linguistiche, il nome Shaushtatar è stato messo in relazione con il cimmero Sandaksatra.

## Cultura

### Società
Quando conquistavano dei popoli, gli Hurriti li dividevano a seconda dell'etnia e il loro re e li rendevano vassalli. Lo Stato hurrita era dotato di grandi funzionari, i khalsukhlu che, secondo alcuni, si occupavano della giustizia. Il governo hurrita era di tipo feudale. L'esercito hurrita possedeva armi in ferro e combatteva su carri da guerra.

### Religione
Gli Hurriti ci forniscono un'ampia testimonianza delle loro divinità, lasciando templi e anche testi religiosi (anche se gran parte della letteratura hurrita è andata perduta). La principale divinità era Teshub. L'influenza mesopotamica sulla religione hurrita fu notevole.

## Archeologia

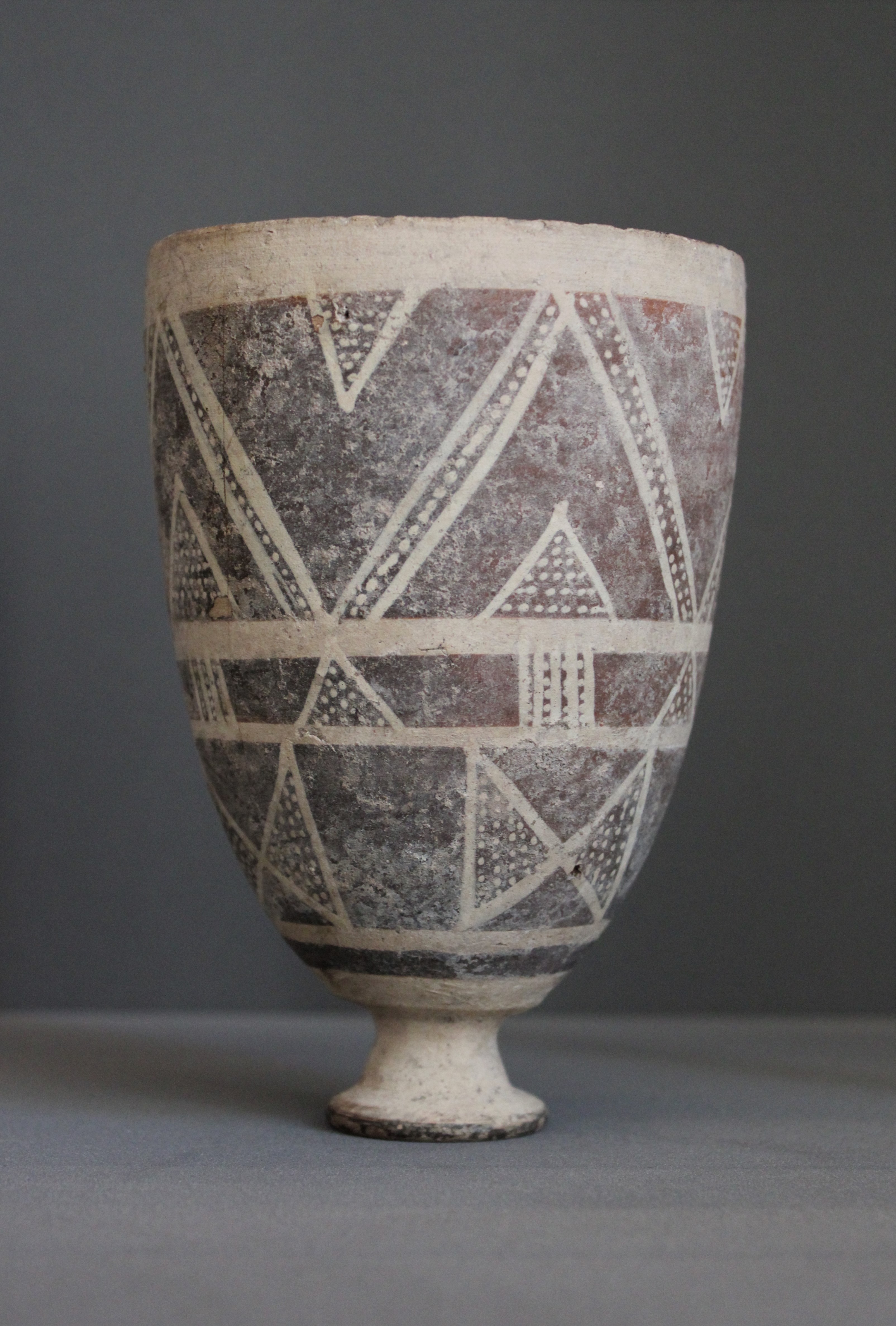
Ceramica Nuzi, tipologica dei siti mitannici

Fino al 2019 le uniche fonti si basavano soprattutto su racconti assiri, ittiti ed egizi, e su iscrizioni provenienti principalmente dalla Siria. Spesso non è nemmeno possibile stabilire una cronologia relativa tra governanti di diversi paesi o città, per non parlare della possibilità di fornire date affidabili. Una precisa definizione della storia del Mitanni è ulteriormente compromessa dalla mancata individuazione dei gruppi linguistici, etnici e politici. Nel 2019 grazie a una secca del Tigri si sono scoperti resti di palazzi mitannici.
Il nucleo archeologico di Mitanni è costituito dall'Alta Mesopotamia e dalla regione transtigridiana (Iraq nordoccidentale). I siti con resti mitannici sono stati trovati principalmente in tre regioni: Siria nord-orientale, regione di Jazira, Siria settentrionale e Turchia sud-orientale (Alto Tigri).

### Siria nord-orientale
La prima fase di Mitanni nella regione di Jazira è caratterizzata dalla ceramica Khabur, dal 1600 al 1550 a.C. circa, a causa della quale questa ceramica rappresentava una continuità rispetto al precedente periodo antico-babilonese non mitanniano. Dal 1550 al 1270 a.C. circa, la ceramica Nuzi (la ceramica più caratteristica dell'epoca mitanniana) si sviluppò come contemporanea alla fase recente della ceramica Khabur.
Mitanni aveva avamposti incentrati sulla sua capitale, Waššukanni, la cui posizione è stata determinata dagli archeologi come quella delle sorgenti del fiume Khabur, molto probabilmente nel sito di Tell Fekheriye, come suggeriscono recenti scavi archeologici tedeschi. La città di Taite era nota anche per essere una "città reale" di Mitanni, la cui posizione attuale è sconosciuta.
L'importante centro urbano del III millennio di Tell Brak, che si era ridotto a un insediamento minore in epoca antico-babilonese, conobbe un importante sviluppo intorno al 1600 ad opera di Mitanni. Sulle alture furono costruiti edifici monumentali, tra cui un palazzo e un tempio, e si sviluppò una città bassa di 40 ettari. L'occupazione di Mitanni durò fino a quando il sito fu distrutto (in due fasi) tra il 1300 e il 1275 a.C. circa, presumibilmente dagli Assiri. Durante gli scavi moderni sono state rinvenute due tavolette di epoca mitannica. Una (TB 6002) menziona "Artassumara il re, figlio di Shuttarna il re".

### Siria settentrionale
L'occupazione del periodo Mitanni, tra il 1400 e il 1200 a.C., è stata rinvenuta nel sito di Tell Bazi.I reperti includono un sigillo cilindrico Mitanni e diverse ciotole rituali. Sono state rinvenute anche due tavolette cuneiformi del periodo Mitanni sigillate dal sovrano Mitanni Saushtatar e una da Artatama I. Esiste anche una testimonianza di governo Mitanni a Tell Hadidi.

### Turchia sudorientale
Gli scavi di recupero (2017) presso la diga di Ilısu, sulla riva destra dell'alto Tigri, nella Turchia meridionale, hanno mostrato un inizio molto precoce del periodo Mitanni, poiché nelle rovine di un tempio a Müslümantepe sono stati rinvenuti manufatti rituali e un sigillo cilindrico Mitanniano, datati al radiocarbonio al 1760-1610 a.C. L'archeologo Eyyüp Ay, nel suo articolo del 2021, descrive la seconda fase del tempio come un "centro amministrativo, in cui lavoravano artigiani, agricoltori, giardinieri e pastori, [che] potrebbe essere stato governato da un sacerdote legato a un potente leader mitannico".

### Regione trans-Tigridiana (Iraq nordoccidentale)
A est del fiume Tigri superiore, nella regione transtigridiana dell'Iraq settentrionale, è stato scavato un sito oggi chiamato Bassetki, che con ogni probabilità era l'antica città di Mardama con strati mitannici dal 1550 al 1300 a.C., dato che la sua fase A9 (nella trincea T2) può rappresentare alternativamente una transizione Bronzo medio/Tardo Bronzo o un'occupazione proto-mitannica entro il XVI secolo a.C. [In una successiva stagione di scavo, la fase A10, più profonda, è stata identificata come un mix di ceramiche del Bronzo Medio e di Mitanni, considerata a cavallo tra il periodo di transizione del Bronzo Medio e quello Tardo (fine XVII - inizio XVI secolo a.C.).
Nel 2010 sono state scoperte le rovine di Kemune, un palazzo Mitanni dell'Età del Bronzo sulle rive del Tigri, nell'odierno Kurdistan iracheno, risalenti a 3.400 anni fa. È stato possibile scavare le rovine nel 2018 e di nuovo nel 2022, quando la siccità ha causato un notevole abbassamento del livello delle acque. Nel primo scavo sono state rinvenute 10 tavolette di epoca Mitanni, in cuneiforme babilonese scritto in accadico, con nomi hurriani, risalenti ai periodi IA e IB del Medio-Trans-Tigridiano. Il Medio-Trans-Tigridiano IA e IB sono stati datati rispettivamente a (circa 1550-1350 a.C.) e (circa 1350-1270 a.C.) da Peter Pfälzner. Nel secondo scavo è stata mappata l'intera città e sono state scoperte 100 tavolette medio-assirie. Sono state datate dopo la distruzione della città a causa di un terremoto e non sono ancora state pubblicate.

### Ceramiche e altre caratteristiche
Almeno dal 1550 a.C. circa, all'inizio della tarda età del bronzo, la ceramica Nuzi è stata identificata come una ceramica caratteristica dei siti di Mitanni, l'origine di questa ceramica decorata è una questione irrisolta, ma un possibile sviluppo precedente come ceramica di Kamares è stato suggerito dall'archeologo italiano Pecorella; era particolarmente apprezzata in Alta Mesopotamia, ma appare solo sporadicamente in città della Siria occidentale come Alalakh e Ugarit.
All'apice del suo potere, durante il XV e la prima metà del XIV secolo a.C., un'ampia regione dalla Siria nord-occidentale al Tigri orientale era sotto il controllo di Mitanni.